# Civita (Cosenza)
Civita (albanès Çifti) és un municipi italià, dins de la província de Cosenza. L'any 2006 tenia 1.048 habitants. És un dels municipis on viu la comunitat arbëreshë. Limita amb els municipis de Cassano allo Ionio, Castrovillari, Cerchiara di Calabria, Francavilla Marittima, Frascineto i San Lorenzo Bellizzi.

## Administració
| Període | Identitat      | Partit        |
| ------- | -------------- | ------------- |
| 2006-   | Vittorio Blois | Llista cívica |